# فيليس جوتليب
فيليس فاي جوتليب (ولدت في 25 مايو 1926 – 14 يوليو 2009) كانت شاعرة وروائية خيال علمي كندي.

## السيرة الشخصية
ولدت جوتليب من تراث يهودي في تورنتو، وتخرجت من جامعة تورنتو بدرجة البكالوريوس في الآداب عام 1948 (ليسانس الآداب) و 1950 (ماجستير).
في عام 1961، نشرت جوتليب كتيب من يعرف الواحد، وهو عبارة عن مجموعة من القصائد. نُشرت روايتها الأولى، وهي حكاية الخيال العلمي أمة الله، في عام 1964. حصلت جوتليب على جائزة بريكس أورورا لأفضل رواية عام 1982 عن روايتها حكم التنين. تم تسمية جائزة أمة الله باسم روايتها الأولى.
كان زوجها كالفين جوتليب (1921-2016)، أستاذًا في علوم الكمبيوتر. كانوا يعيشون في تورونتو، أونتاريو.

## الفهرس

### كتب الخيال العلمي
- أمة الله. نيويورك: فوسيت، 1964.
- لماذا يجب أن يكون لدي كل الحزن؟ تورنتو: ماكميلان، 1969.
- يا سيد كاليبان! نيويورك: هاربر ورو، 1976.
- حكم التنين. نيويورك: بيركلي للنشر، 1980.
- إمبراطور، سيوف، خماسي. نيويورك: ايس، 1982.
- ابن الصباح وقصص أخرى. نيويورك: ايس، 1983.
- مملكة القطط. نيويورك: ايس، 1985.
- قلب من الحديد الأحمر. نيويورك: مطبعة سانت مارتن، 1989.
- القرود الزرقاء. ادمونتون: كتب تسراكت، 1995.
- اللحم والذهب. نيويورك: تور، 1998.
- النجوم العنيفة. نيويورك: تور، 1999.
- عالم العقل. نيويورك: تور، 2002.[9]
- أحجار الميلاد. تورنتو: كتب روبرت جيه سوير، 2007.

### المجموعات الشعرية
- من يعرف الواحد؟ تورنتو: مطبعة هوكهيد، 1961.
- داخل البرج. تورنتو: مكليلاند وستيوارت، 1964.
- الانتقال العادي. تورنتو: مطبعة جامعة أكسفورد، 1969.
- مملكة دكتور أوملاوت الأرضية. لندن، مطبعة كاليوب، 1974.
- الأشغال. لندن، مطبعة كاليوب، 1978.
- ورق أبيض بالحبر الأسود الدم الأحمر: قصائد جديدة ومختارة 1961-2001. تورنتو: إصدارات المنفى، 2002. - 2002
- فيليس لوفز كيلي. تورنتو: جامعة تورنتو، 2014.

باستثناء ما ورد ذكره، فإن المعلومات الببليوغرافية مقدمة من جامعة بروك.

## الروابط الخارجية
- نعي كوري دورو
- Phyllis Gotlieb  على قاعدة بيانات الخيال التأملي على الإنترنت
- شعر مختار لفيليس غوتليب - سيرة ذاتية و 15 قصيدة (برج الدلو، بينما كنت أسير في الشارع، كاتفول من اللبن، رأس الموت، خطاب، رؤية مزدوجة، توضيحي للشخص الأول، الضيافة، خط العرض، عادي، متحرك، أسود أحمر الأبيض، الختم السابع، لقد مضى وقت طويل، ستة وثلاثون طريقة للنظر إلى تورونتو أونتاريو، ما أعرفه (جعله مجانيًا باستخدام Villon Smalltalk))
- محفوظات Phyllis Gotlieb (Phyllis Fay Gotlieb fonds، R4738) محفوظة في مكتبة ومحفوظات كندا